# NFL-säsongen 1995
NFL-säsongen 1995 var den 76e säsongen i National Football League. Ligan expanderade till 30 lag med tillägget av Carolina Panthers och Jacksonville Jaguars. De två expansionslagen placerads i de två kvarvarande divisionerna som tidigare endast hade fyra lag (medan alla andra hade fem lag): AFC Central (Jacksonville) och NFC West (Carolina).